# Ciecz jonowa

Przykład struktury cieczy jonowej: sześciofluorofosforan 1-butylo-3-metyloimidazoliowy (BMIM)

Ciecz jonowa – substancja ciekła składająca się wyłącznie z jonów. W sensie najbardziej ogólnym cieczami jonowymi są wszystkie stopione sole. Większość soli topi się jednak w wysokich temperaturach (np. chlorek sodu w 800 °C). Współcześnie mówiąc o cieczach jonowych ma się zwykle na myśli sole, które topią się poniżej 100 °C. Istnieją też sole, które topią się w temperaturach niższych niż pokojowe (poniżej 20 °C) i nazywane są one „niskotemperaturowymi cieczami jonowymi” (RTIL, z ang. room-temperature ionic liquids).

## Budowa chemiczna
Kationy cieczy jonowych o niskich temperaturach topnienia to zazwyczaj duże i niesymetryczne czwartorzędowe związki amoniowe, np. kation 1-alkilo-3-metyloimidazoliowy (N1,N3-dialkilowa pochodna imidazolu), 1-alkilopirydyniowy (N-alkilowa pochodna pirydyny), N-metylo-N-alkilopirolidyniowy  (N,N-dialkilowa pochodna pirolidyny). Część anionowa może mieć różny charakter. Proste aniony halogenkowe (np. chlorki) dają ciecze jonowe topiące się w stosunkowo wysokich temperaturach. Niskotemperaturowe ciecze jonowe zawierają często kompleksowe aniony perfluorowane, np. BF−
4 lub PF−
6, lub rozbudowane aniony organiczne, np. bis(trifluorometylosulfonylo)imidkowy lub trifluorometanosulfonowy. Przykładowo, tetrafluoroboran 1-butylo-3-metyloimidazoliowy topi się w temperaturze −80 °C.

## Właściwości i zastosowanie
Głównymi zaletami cieczy jonowej są:
- bardzo mała prężność par,
- niepalność,
- stabilność termiczna (nawet ponad 350 °C),
- szeroki zakres występowania w stanie ciekłym (rzędu 400 °C),
- szeroki zakres stabilności elektrochemicznej (tzw. okno elektrochemiczne)
- zdolność rozpuszczania szerokiej i różnorodnej gamy substancji.

Istotną cechą cieczy jonowych jest łatwość przewidywania ich własności takich jak mieszalność z wodą lub rozpuszczalnikami organicznymi oraz temperatura topnienia. Własnościami tymi można sterować przez zmianę długości łańcuchów w kationach oraz rodzaju anionu. Z tego powodu ciecze jonowe są często nazywane projektowalnymi rozpuszczalnikami.
Ciecze jonowe są stosowane w chemii organicznej jako środowisko wielu przemysłowo prowadzonych reakcji chemicznych (m.in. reakcja Dielsa-Aldera i reakcja Friedla-Craftsa).
Są też stosowane w elektrochemii (elektroliza, ogniwa litowe, kondensatory elektrochemiczne). Ze względu na swoją znikomą lotność są one uważane za bezpieczne dla środowiska naturalnego i dlatego coraz częściej zastępują w wielu zastosowaniach tradycyjne rozpuszczalniki organiczne.

## Historia cieczy jonowych
Pierwszą ciecz jonową zsyntetyzował w 1914 r. P. Walden protonując przy pomocy kwasu azotowego etyloaminę. Otrzymał w ten sposób azotan etyloamoniowy (EAN, [CH
3CH
2NH
3]+
[NO
3]−
), którego temperatura topnienia wynosi 14 °C.
W późnych latach 40. F. Hurley i T. Weir z Rice University odkryli, że można otrzymać ciecz jonową przez zmieszanie i ogrzanie chlorku etylopirydyniowego z chlorkiem glinu.
W latach 70. R.A. Osteryoung z North Carolina State University, Ch.L. Hussey z University of Mississippi i J.S. Wilkes z Chemistry Research Center z U.S. Air Force Academy prowadzili intensywne badania nad organicznymi chloroglinowymi cieczami jonowymi w celu zastosowania ich jako elektrolit w bateriach.
Aktywność badawcza w tej dziedzinie silnie wzrosła wraz z odkryciem w 1992 roku pierwszych cieczy jonowych stabilnych w obecności wilgoci i powietrza. Pierwsze dostępne handlowo niskotemperaturowe ciecze jonowe pojawiły się na rynku w 1999.
Według raportu Instytutu Filadelfijskiego w latach 1994–2004 ukazało się ponad 2100 prac dotyczących cieczy jonowych.
Prężność par dla cieczy jonowych jest tak niska, że długo uważano ją za zerową. Po raz pierwszy została wyznaczona w 2005 r., dla bis(trifluorometylosulfonylo)amidu 1-butylo-3-metyloimidazoliowego ([C
4mim]+
[NTf
2]−
). W 2006 r. opisano destylację różnych cieczy jonowych pod zmniejszonym ciśnieniem.

### Książki
- Hiroyuki Ohno (red.), Electrochemical Aspects of Ionic Liquids: Ohno/Electrochemical Aspects of Ionic Liquids, Hoboken, NJ, USA: John Wiley & Sons, Inc., 2005, DOI: 10.1002/0471762512, ISBN 978-0-471-76251-5 (ang.). Brak numerów stron w książce
- Ohno, H. (red.), Ionic Liquids: The Front and Future of Material Development, CMC Press, Tokyo, 2003.
- Peter Wasserscheid, Thomas Welton (red.), Ionic Liquids in Synthesis, wyd. 1, Wiley, 2007, DOI: 10.1002/9783527621194, ISBN 978-3-527-31239-9 (ang.). Brak numerów stron w książce
- Robin D. Rogers, Kenneth R. Seddon (red.), Ionic liquids as green solvents : progress and prospects, Washington, DC: American Chemical Society, 2003 (ACS Symp. Ser., vol. 856), ISBN 0-8412-3856-1, OCLC 51984796. Brak numerów stron w książce
- Robin D. Rogers, Kenneth R. Seddon, Sergei Volkov (red.), Green Industrial Applications of Ionic Liquids, Dordrecht: Kluwer, 2002 (NATO Science Series II: Mathematics, Physics and Chemistry, vol. 92), DOI: 10.1007/978-94-010-0127-4, ISBN 978-1-4020-1137-5. Brak numerów stron w książce
- Robin D. Rogers, Kenneth R. Seddon (red.), Ionic liquids : industrial applications for green chemistry, Washington, D.C.: American Chemical Society, 2002 (ACS Symp. Ser., vol. 818), ISBN 0-8412-3789-1, OCLC 49225899. Brak numerów stron w książce

### Artykuły przeglądowe
- Fred van Rantwijk, Rute Madeira Lau, Roger A Sheldon, Biocatalytic transformations in ionic liquids, „Trends in Biotechnology”, 21 (3), 2003, s. 131–138, DOI: 10.1016/S0167-7799(03)00008-8 (ang.).
- Kenneth N. Marsh i inni, Room temperature ionic liquids as replacements for conventional solvents – A review, „Korean Journal of Chemical Engineering”, 19 (3), 2002, s. 357–362, DOI: 10.1007/BF02697140 (ang.).
- Roger A. Sheldon i inni, Biocatalysis in ionic liquids, „Green Chemistry”, 4 (2), 2002, s. 147–151, DOI: 10.1039/b110008b (ang.).
- D.W. Rooney, K.R. Seddon, Ionic liquids, [w:] George Wypych (red.), Handbook of Solvents, Toronto: ChemTech Publishing, 2001, s. 1459-1484, ISBN 978-1-895198-24-9 (ang.).
- Hélène Olivier, Recent developments in the use of non-aqueous ionic liquids for two-phase catalysis, „Journal of Molecular Catalysis A: Chemical”, 146 (1-2), 1999, s. 285–289, DOI: 10.1016/S1381-1169(99)00114-4 (ang.).
- Thomas Welton, Room-Temperature Ionic Liquids. Solvents for Synthesis and Catalysis, „Chemical Reviews”, 99 (8), 1999, s. 2071–2084, DOI: 10.1021/cr980032t (ang.).
- K.R. Seddon, Ionic liquids for clean technology: an update, [w:] H. Wendt (red.), Molten Salt Forum: Proceedings of 5th International Conference on Molten Salt Chemistry and Technology, t. 5-6, 1998, s. 53-62 (ang.).